# Los Herreras
Los Herreras ist eine mexikanische Stadt im gleichnamigen Municipio mit etwa 2000 Einwohnern im Bundesstaat Nuevo León.

## Geografie
Der Ort liegt 25 km südöstlich von Ciudad Cerralvo und 100 km östlich von Monterrey, der Hauptstadt von Nuevo León.
Weitere Ortschaften im Municipio sind San Vicente, San Agustin, San Jose de La Laja, Barretosa und La Hacienda de Guadalupe.

## Geschichte
Ab Mitte des 17. Jahrhunderts gab es hier die Rancho de la Manteca (wörtlich: Schmalz-Ranch). Den heutigen Namen erhielt der Ort zu Ehren der Brüder José Martín Herrera und Rafael Herrera, die im Mexikanischen Unabhängigkeitskrieg aktiv waren.

## Städtepartnerschaft
Es besteht eine Partnerschaft zu Laredo, Texas USA.

## Persönlichkeiten
- Eulalio González (1921–2003), Schauspieler